# Люди льда
Сага о людях льда швед. Sagan om Isfolket (дословный перевод — Сага/повесть о ледяных людях/ледяном народе) — 47-томная серия романов норвежско-шведской писательницы Маргит Сандему.

## Описание
Сага о людях льда — это романтическая сказка для взрослых о сильных и немного неопрятных женщинах, не лишённая описания откровенных сцен и эротики — один из тех элементов жанра, ниша которого не была заполнена во время написания первых книг серии, что, по признанию самой писательницы, и стало существенным фактором, повлиявшим на исключительную популярность серии, но о чём ей, ввиду возраста, было уже сложно должным образом фантазировать, чтобы привлекать этим читателей в последующих произведениях, которые она писала в 77 лет и позднее, однако успех выражался не только тиражами, но и широкой популярностью произведения среди школьников, о чём они впоследствии писали рефераты. Эти слова автора подтверждаются и рецензиями, где дословно говорят об этом произведении не иначе, как 
...это конечно не чистая литература для детей...их (книг серии) не было в библиотеках, например, во многом из-за их легкости... амурный контент. Здесь много секса, много сверхъестественного...Здесь много магии, с мандрагорами и зельями, сейдами и рифмами...Есть нежить, призраки, есть ангелы, есть демоны. Короче говоря, здесь есть все, что вы можете пожелать, если вы склонны к сверхъестественному...эта серия так захватила меня, когда мне было 11-12 лет
.
Ледяные люди в произведении — это семья, происходящая от Тенгеля Злого, который продал свою душу Дьяволу, поэтому один человек в каждом поколении семьи страдает от зловещего проклятья, которое делает его в некоторым роде избранным: или очень уродливым (злым?) или очень красивым (добрым?). Книги повествуют как о борьбе семьи с этим проклятьем, так и об их повседневной жизни в быту и ключевых для них исторических событиях, так или иначе влияющих на их жизнь. События первой книги начинаются в конце XV века, а последняя заканчивается в 60-х годах XX века.

## История
Серия начала писаться в 1980-х годах, планировалось уместить её в 6 томах, но в итоге она разрослась до 47 книг. Тираж серии достигает 35 миллионов экземпляров, что сделало Маргит Сандему одним из самых читаемых авторов в Скандинавии. Учитывая хронологию произведения, после его написания Маргит Сандему заявила, что она провидица, но ей не поверили и отправили на лечение.

## Признание
Кроме, собственно, огромных тиражей, исключительной любви как со стороны взрослых, та и подростков серия получила признание и в виде периодических и крайне популярных театральных постановок под открытым небом по первым трём книгам, начиная с 2008 года, под названием «Солнце ледяных людей» а также сериала из 200 эпизодов по всем 47 книгам серии, запланированного к съёмке в 2010 году ярой фанаткой произведения режиссером Гарун Даниэльшдоттир (впоследствии — ассистент режиссёра Rogue One и других известных фильмов).

## Романы
| №  | Русское название          | Шведское название            | Год издания | Страницы |
| -- | ------------------------- | ---------------------------- | ----------- | -------- |
| 1  | Околдованная              | Trollbunden                  | 1982        | 255      |
| 2  | Охота на ведьм            | Häxjakten                    | 1982        | 251      |
| 3  | Преисподняя               | Avgrunden                    | 1982        | 254      |
| 4  | Томление                  | Längtan                      | 1982        | 253      |
| 5  | Смертный грех             | Dödssynden                   | 1982        | 254      |
| 6  | Зловещее наследство       | Det onda arvet               | 1982        | 253      |
| 7  | Призрачный замок          | Spökslottet                  | 1982        | 255      |
| 8  | Дочь палача               | Bödelns dotter               | 1982        | 253      |
| 9  | Невыносимое одиночество   | Den ensamme                  | 1982        | 252      |
| 10 | Вьюга                     | Vinterstorm                  | 1983        | 254      |
| 11 | Кровавая месть            | Blodshämnd                   | 1983        | 256      |
| 12 | Лихорадка в крови         | Feber i blodet               | 1983        | 251      |
| 13 | Следы Сатаны              | Satans fotspår               | 1983        | 256      |
| 14 | Последний из рыцарей      | Den siste riddaren           | 1983        | 251      |
| 15 | Ветер с востока           | Vinden från öster            | 1984        | 248      |
| 16 | Цветок виселицы           | Galgdockan                   | 1984        | 253      |
| 17 | Сад смерти                | Dödens trädgård              | 1984        | 252      |
| 18 | Тайна                     | Bakom fasaden                | 1984        | 254      |
| 19 | Зубы дракона              | Drakens tänder               | 1984        | 252      |
| 20 | Крылья чёрного ворона     | Korpens vingar               | 1985        | 256      |
| 21 | Ущелье дьявола            | Vargtimmen                   | 1985        | 254      |
| 22 | Демон и дева              | Demonen och jungfrun         | 1985        | 253      |
| 23 | Весеннее жертвоприношение | Våroffer                     | 1985        | 251      |
| 24 | Глубины Земли             | Djupt i jorden               | 1985        | 253      |
| 25 | Ангел с черными крыльями  | Ängel med dolda horn         | 1985        | 253      |
| 26 | Дом в Эльдафьорде         | Huset i Eldafjord            | 1986        | 255      |
| 27 | Скандал                   | Synden har lång svans        | 1986        | 254      |
| 28 | Лед и пламя               | Is och eld                   | 1986        | 256      |
| 29 | Любовь Люцифера           | Lucifers kärlek              | 1986        | 255      |
| 30 | Чудовище                  | Människadjuret               | 1986        | 251      |
| 31 | Паромщик                  | Färjkarlen                   | 1987        | 253      |
| 32 | Ненасытность              | Hunger                       | 1987        | 254      |
| 33 | Демон ночи                | Nattens demon                | 1987        | 252      |
| 34 | Женщина с берега          | Kvinnan på stranden          | 1987        | 252      |
| 35 | Странствие во тьме        | Vandring i mörkret           | 1987        | 254      |
| 36 | Заколдованная луна        | Trollmåne                    | 1987        | 250      |
| 37 | Страх                     | Stad i skräck                | 1987        | 251      |
| 38 | Скрытые следы             | Små män kastar långa skuggor | 1988        | 251      |
| 39 | Немые вопли               | Rop av stumma röster         | 1988        | 252      |
| 40 | В ловушке времени         | Fångad av tiden              | 1988        | 252      |
| 41 | Гора демонов              | Demonernas fjäll             | 1988        | 252      |
| 42 | Затишье перед штормом     | Lugnet före stormen          | 1988        | 249      |
| 43 | Наказание за любовь       | En glimt av ömhet            | 1989        | 250      |
| 44 | Ужасный день              | Den onda dagen               | 1989        | 253      |
| 45 | Легенда о Марко           | Legenden om Marco            | 1989        | 249      |
| 46 | Чёрная вода               | Det svarta vattnet           | 1989        | 250      |
| 47 | Кто там во тьме?          | Är det någon därute?         | 1989        | 252      |